# Beli Potok (Sokobanja)
Beli Potok (serbisches-kyrillisch: Бели Поток) ist ein Dorf in Serbien.

## Geographie
Das Dorf befindet sich in der geographischen Region Banja, in der Opština Sokobanja, im Okrug Zaječar, im Osten des Balkanstaats. Beli Potok liegt inmitten des Banja-Beckens. Das Dorf liegt auf der rechten Seite des Baches Laguševac. Auf dem Dorfgebiet existieren auch zwei kleinere Quellen.
Beli Potok liegt durchschnittlich auf 366 m über dem Meeresspiegel. Die Häuser liegen auf der Talseite und einige der Häuser reichen bis zu einer Höhe von 420 Meter. Durch das südwestlichste Dorfgebiet fließt der Hauptfluss der Gegend, die Sokobanjska Moravica, ohne durch Beli Potok zu verlaufen.  
Beli Potok liegt in nordwestlicher Richtung, unweit der Stadt Sokobanja und ist mit der Gemeindehauptstadt, durch eine Landstraße verbunden, die im Dorf Mužinac beginnt.
Das Dorf ist von Wiesen und kleinen Wäldern umgeben. Im Westen erhebt sich der Hang, Beli Breg. Beli Potok liegt im Windschatten, der einzige stärkere Wind ist der Südwind, da das Dorf nach Süden ausgerichtet ist.

## Dorftypus
Die Häuser des Ortes, die recht eng aneinander gebaut sind, konzentrieren sich vor allem um die Hauptstraße im Tal und an den Seiten des Bachs, Laguševački Potok (Laguševac). Je weiter sich die Häuser vom Dorfzentrum entfernen, desto spärlicher werden die Häusergruppierungen, vor allem jene, die an den Anhöhen erbaut wurden. 
Das Dorf ist im Wesentlichen in zwei Teile gegliedert. Der Dorfteil, an dem sich die Häuser des ältesten im Ort lebenden Familienverbundes, der großen Familie Filipović (die sich in mehrere kleinere Familien mit verschiedenen Namen aufteilt), befinden, wird nach dem alten Namen des Dorfes Dživdža-Bara genannt. Das Gebiet, in dem die anderen Dorffamilien leben, heißt Beli Potok.
Die Dorfbewohner sind hauptsächlich in der Landwirtschaft tätig. Viehzucht, von der am meisten Rinder gehalten werden, spielt eine eher untergeordnete Rolle im Ort. Rund um das Dorf gibt es große landwirtschaftlich genutzte Areale, insbesondere bei den Flurnamen: Kućište, Petrovac, Laguševac und Deo. Das Ackerland ist ziemlich fruchtbar.

## Bevölkerung
Das Dorf hatte 2022 eine Einwohnerzahl von 181, während es 2011 noch 199 waren, nach den letzten drei Bevölkerungsstatistiken fällt die Einwohnerzahl weiter. Die Bevölkerung von Beli Potok stellen Serben.

### Demographie
| Jahr | Einwohnerzahl |
| ---- | ------------- |
| 1948 | 359           |
| 1953 | 367           |
| 1961 | 359           |
| 1971 | 343           |
| 1981 | 339           |
| 1991 | 310           |
| 2002 | 238           |
| 2011 | 199           |
| 2022 | 181           |

## Geschichte
Beli Potok ist ein kleines Dorf. Der größte Familienverbund des Dorfes, die Filipovići, der aus dem Dorf Smilovac in der Opština Ražanj herstammt, lebte zunächst auf der Lokalität Kućište.
Und der zweitälteste Familienverbund der Mirovci, die gebürtig aus dem Dorf Mirovo in der Opština Boljevac sind, lebten in der Gegend um das Flüsschen, Vrmdžanska reka (auch als Trgoviška Reka bekannt).  
Diese beiden Familiengruppen wurden vom Turčin-Beg, während der türkischen Herrschaft vereint und auf dem Gebiet des heutigen Dorfes, angesiedelt. Das Dorf wuchs durch die Vermehrung und Einwanderung neuer Familien aus der nähren Umgebung und Montenegro weiter.
Der ursprüngliche Dorfname lautet Dživdža-Bara, woher diese Namensgebung herstammt, ist nicht bekannt. Auch über die Herkunft des heutigen Namens, Beli Potok, gibt es keine erhaltenen Überlieferungen. Im nördlichen Dorfgebiet befindet sich der serbisch-orthodoxe Dorffriedhof.

## Belege
- Artikel über das Dorf auf der Seite www.poreklo.rs, (serbisch)
- Artikel über das Dorf auf der Seite www.soko-banja.org, (serbisch)
- Књига 9, Становништво, упоредни преглед броја становника 1948, 1953, 1961, 1971, 1981, 1991, 2002, подаци по насељима, Републички завод за статистику, Београд, мај 2004, ISBN 86-84433-14-9
- Књига 1, Становништво, национална или етничка припадност, подаци по насељима, Републички завод за статистику, Београд, фебруар 2003, ISBN 86-84433-00-9
- Књига 2, Становништво, пол и старост, подаци по насељима, Републички завод за статистику, Београд, фебруар 2003, ISBN 86-84433-01-7